# Ronny Heer
Ronny Heer (Wolhusen, 9 gennaio 1981) è un ex combinatista nordico svizzero.

## Biografia
In Coppa del Mondo esordì il 5 febbraio 2000 a Hakuba (42°) e ottenne l'unico podio il 11 febbraio 2005 a Pragelato (3°).
In carriera prese parte a tre edizioni dei Giochi olimpici invernali, Salt Lake City 2002 (29° nell'individuale, 29° nella sprint, 7° nella gara a squadre), Torino 2006 (24° nell'individuale, 20° nella sprint, 4° nella gara a squadre) e Vancouver 2010 (11° nel trampolino normale, 22° nel trampolino lungo, 9° nella gara a squadre), e a sei dei Campionati mondiali (5° nella gara a squadre a Sapporo 2007 il miglior risultato).

## Palmarès

### Mondiali juniores
- 1 medaglia:
  - 1 argento (gara a squadre a Saalfelden 1999)

### Coppa del Mondo
- Miglior piazzamento in classifica generale: 19º nel 2002 e nel 2006
- 1 podio (a squadre):
  - 1 terzo posto